# La colección
La colección é um álbum de compilação da boy band porto-riquenha Menudo, lançado em abril de 1990 pela gravadora Melody. O trabalho foi lançado exclusivamente no México nos formatos LP, K7 e CD.
Na lista de faixas da coletânea, todas as canções estão originalmente presentes nos álbuns Somos los hijos del rock, de 1987, e Sombras y figuras, de 1988. As seis faixas provenientes do primeiro álbum são: "Ámame ahora, no mañana", "Cuando sea grande", "Mi sombra en la pared (Bailo con mi sombra)", "Estamos en acción", "Llamame" e "Dame más". Já as seis canções restantes — "Dulces dieciséis", "En mis sueños", "Serenata Rock'n Roll", "Escapando de ti", "Gafas oscuras", "Historia del primer amor" e — pertencem ao álbum Sombras y figuras, lançado no ano seguinte.
Apesar das canções serem de discos de 1987 e 1988, que tinham uma formação diferente, na capa do álbum aparecem os integrantes da época do lançamento: Sergio Blass, Rubén Gómez, Robert Avellanet, Rawy Torres e César Abreu.
A lista de faixas inclui quatro singles que alcançaram o Top 10 na parada musical quinzenal da revista mexicana Notitas Musicales, configurando-se, portanto, entre os maiores sucessos do Menudo no país. "Bailo con mi sombra" atingiu a 9ª posição na segunda quinzena de fevereiro de 1988. "Estamos en acción" também chegou ao 9º lugar, na primeira quinzena de junho do mesmo ano. "Gafas oscuras" teve um desempenho ainda melhor, alcançando a 4ª posição na primeira quinzena de junho de 1989. Já "Serenata Rock and Roll" foi o destaque entre os quatro, atingindo a 3ª colocação na segunda quinzena de setembro de 1989.

## Desempenho comercial
De acordo com Kathleen Tracy, autora da biografia do cantor Ricky Martin Red Hot and on the Rise!, as vendas do álbum atingiram a marca de 2 milhões de cópias no México. Tal fato fez com que o empresário do grupo, Edgardo Díaz, lançasse uma segunda compilação no final do mesmo ano, sob o título La decada.

## Lista de faixas
- Créditos adaptados do LP La colección, de 1990.[2]

| N.º | Título                                        | Compositor(es)       | Principal vocalista | Duração |  |
| 1.  | "Dulces dieciséis"                            | Miguel Mateos        | Rubén Gómez         | 3:50    |  |
| 2.  | "En mis sueños"                               | William Luke         | Angelo García       | 3:26    |  |
| 3.  | "Serenata Rock'n Roll"                        | Pedro Gely           | Robert Avellanet    | 3:29    |  |
| 4.  | "Escapando de ti"                             | Carlos Gaviola       | Angelo García       | 3:45    |  |
| 5.  | "Amame ahora, no mañana"                      | Miguel Mateos        | Ricky Martin        | 3:28    |  |
| 6.  | "Cuando sea grande"                           | Miguel Mateos        | Ralphy Rodríguez    | 4:31    |  |
| 7.  | "Gafas oscuras"                               | Pedro Gely           | Ricky Martin        | 3:55    |  |
| 8.  | "Historia del primer amor"                    | Lara, Monarrez       | Robert Avellanet    | 3:36    |  |
| 9.  | "Mi sombra en la pared (Bailo con mi sombra)" | Miguel Mateos        | Sergio Blass        | 4:43    |  |
| 10. | "Estamos en acción"                           | Sosa, Lupano, Topini | Rubén Gómez         | 3:28    |  |
| 11. | "Llamame"                                     | Miguel Mateos        | Sergio Blass        | 3:19    |  |
| 12. | "Dame más"                                    | Pedro Gely           | Ricky Martin        | 3:49    |  |